# پیله رادیک
پیله رادیک (انگلیسی: Pille Raadik؛ زادهٔ ۱۲ فوریهٔ ۱۹۸۷) بازیکن فوتبال اهل استونی است.
وی همچنین در تیم ملی فوتبال Estonia بازی کرده‌است.